# 萨拉耶
萨拉耶（Salaya），是印度古吉拉特邦Jamnagar县的一个城镇。总人口26908（2001年）。

## 人口
该地2001年总人口26908人，其中男性13380人，女性13528人；0—6岁人口5006人，其中男2512人，女2494人；识字率26.21%，其中男性为35.65%，女性为16.88%。